# Evergestis lupalis
Evergestis lupalis is een vlinder uit de familie grasmotten (Crambidae). De wetenschappelijke naam is voor het eerst gepubliceerd in 1928 door Hans Zerny.

## Ondersoorten
- Evergestis lupalis lupalis
- Evergestis lupalis poecilalis Zerny, 1935

## Verspreiding
De soort komt voor in Spanje.